# Полусухожильная мышца
Полусухожильная мышца (лат. Musculus semitendinosus) — мышца бедра задней группы.

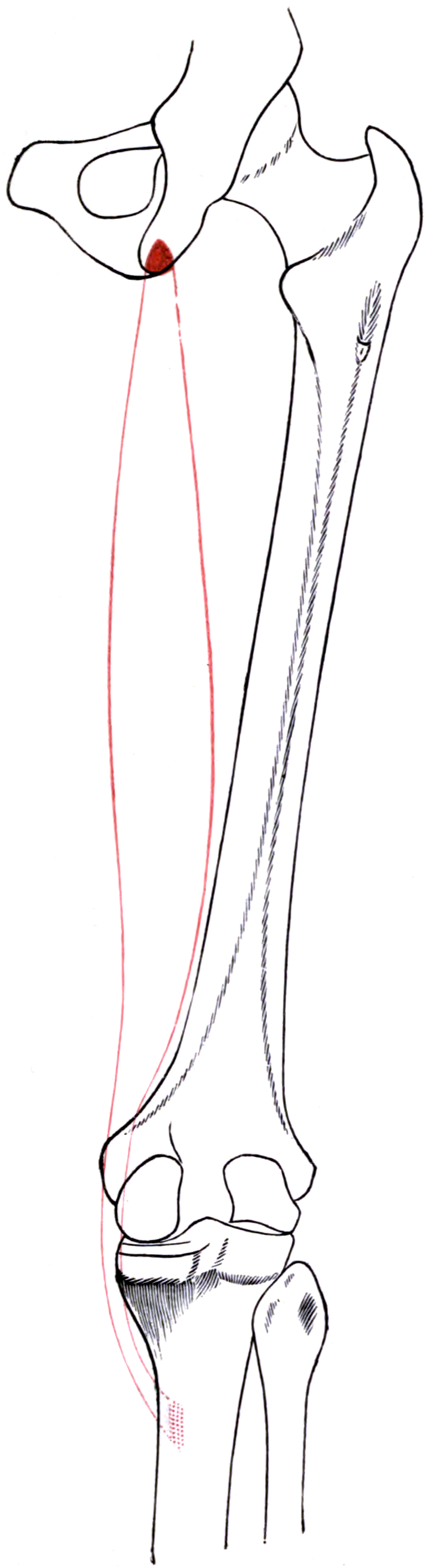
Места прикрепления и проекция правой полусухожильной мышцы

Полусухожильная мышца располагается ближе к медиальному краю задней поверхности бедра. Наружная её сторона граничит с двуглавой мышцей бедра (лат. Musculus biceps femoris), внутренняя — с полуперепончатой (лат. Musculus semimembranosus). Проксимальный отдел мышцы прикрыт большой ягодичной мышцей.
Посередине мышца часто прерывается косо идущей сухожильной перемычкой. Начинаясь от седалищного бугра ветви седалищной кости она следует вниз, переходит в длинное сухожилие, которое обогнув медиальный надмыщелок бедра, следует к переднемедиальной поверхности большеберцовой кости, прикрепляясь к её бугристости. Часть концевых пучков сухожилия вплетается в фасцию голени.
Сухожилие мышцы у места своего прикрепления вместе с сухожилием тонкой и портняжной мышц образует трееугольное, соединяющееся с fascia cruris сухожильное растяжение, так называемую поверхностную гусиную лапку (лат. pes anserinus superficialis).

## Функция
Так как мышцы задней группы мышц бедра перекидываются через два сустава, то при фиксированном тазе они, действуя вместе, сгибают голень в коленном суставе, разгибают бедро, а при укреплённой голени производят разгибание туловища совместно с большой ягодичной мышцей. Когда колено согнуто, те же мышцы осуществляют вращение голени, сокращаясь по отдельности на той или другой стороне. Полусухожильная мышца вращает голень кнутри.